# Frink Gets Testy
"Frink Gets Testy" (La prueba de Frink en Hispanoamérica y El test de Frink en España) es el undécimo episodio de la vigesimonovena temporada serie de animación televisiva Los Simpson y el episodio 629 de la serie general. Se emitió en los Estados Unidos en Fox el 14 de enero de 2018.

## Argumento
Un documental clásico presentado por Orson Welles sobre Nostradamus y sus predicciones para el futuro, incluyendo una sobre la Tercera Guerra Mundial, hace que el Sr. Burns se alarme por el futuro de Springfield. Con la ayuda de Smithers, convoca a una reunión del capítulo local de Mensa International para pedirles consejo sobre la construcción de un "Arca del Juicio Final", con la intención de salvar a los individuos más valiosos de la ciudad. Los miembros de Mensa sugieren que todo el mundo se someta a una prueba de coeficiente intelectual para elegir a los pasajeros, pero el Profesor Frink interrumpe para recomendar una prueba alternativa que él ha ideado y que puede medir el "Cociente de Valor Personal" (PVQ) de las personas en una escala del 1 al 500. La prueba es obligatoria para todos los residentes.
Seis semanas después, los resultados son reportados durante un noticiero.   Lisa Simpson saca 475 puntos, pero se sorprende al enterarse de que Ralph Wiggum la ha superado por un punto. Marge] anota 311, Homer anota 265, mientras que Bart sólo ha obtenido 1. Cuando Marge irrumpe indignada en la oficina de Frink e insiste en que Bart no es un inútil, Frink descubre que inadvertidamente mezcló los resultados de las pruebas de Bart y Homer debido a la terrible escritura de Homer. La gente de toda la ciudad empieza a ridiculizar a Homer por su baja puntuación y se aprovecha de él, pero Marge decide ayudarlo a superarse a sí mismo. Ella se concentra en la caligrafía de Homer, y él finalmente mejora hasta el punto de poder escribirle una nota romántica a mano. A  Marge Simpson le conmueve el gesto y el hecho de que Homer casi se ha desmayado por el esfuerzo de completarlo. Después de escuchar la reacción conmovedora de Marge, un Homer apenas despierto bebe una botella de bourbon para ayudarse a dormirse.
Después de hablar con Welles en un sueño, Burns acelera la construcción del Arca y pone a Homer, Lenny y Carl a trabajar en ella. Lisa comienza a seguir a Ralph por la escuela y la ciudad para averiguar por qué su PVQ es más alto que el de ella, sin éxito. Llegan al sitio de construcción del Arca, donde Ralph evita repetidamente lesiones graves por pura suerte. Frustrada, Lisa le cuenta a Frink lo que ha visto. Frink añade diez puntos a su PVQ para que no revele los defectos en su proceso de prueba.
Una vez que el Arca está terminada, Burns trae a bordo a los mejores puntuadores de la prueba de PVQ y les dice que serán sus esclavos. Molestos por el engaño, todos salen por una escotilla que se ha dejado abierta. Burns se encierra y decide pilotar el Arca él solo. Mientras Smithers termina varado afuera, habiendo salido a buscar las zapatillas de Burns, Burns termina siendo estrangulado por uno de los robots de mantenimiento del Arca.

## Recepción
Dennis Perkins de The A.V. Club dio a este episodio una B-, declarando, "Diré una cosa por 'Frink Gets Testy': Es insatisfactorio de una manera diferente de lo normal para los Simpson de hoy en día. Empezando con algunos gags realmente finos y un montaje digno de un episodio clásico de los Simpson de alto concepto, me hizo reír a carcajadas, incluso mucho más de lo que lo ha hecho cualquier otro episodio en mucho tiempo. Y entonces la realización de que había entrado en su tercera pausa publicitaria con todos sus hilos argumentales todavía colgando me hizo gemir (aunque no en voz alta). Claramente no hubo suficiente tiempo para pagar algunas historias prometedoras y agradables, y, de hecho, la conclusión precipitada los envolvió perfuncionadamente, dejándome a mí, y aquí está la parte inusual deseando que fuera más larga. (En realidad podría ver esto extendido a un segundo largometraje, si hubiera tal cosa.)"
"Frink Gets Testy" obtuvo una puntuación de 3,3 con 11 acciones y fue visto por 8,04 millones de personas, lo que lo convierte en el programa mejor valorado de Fox de la noche.